# Imidy

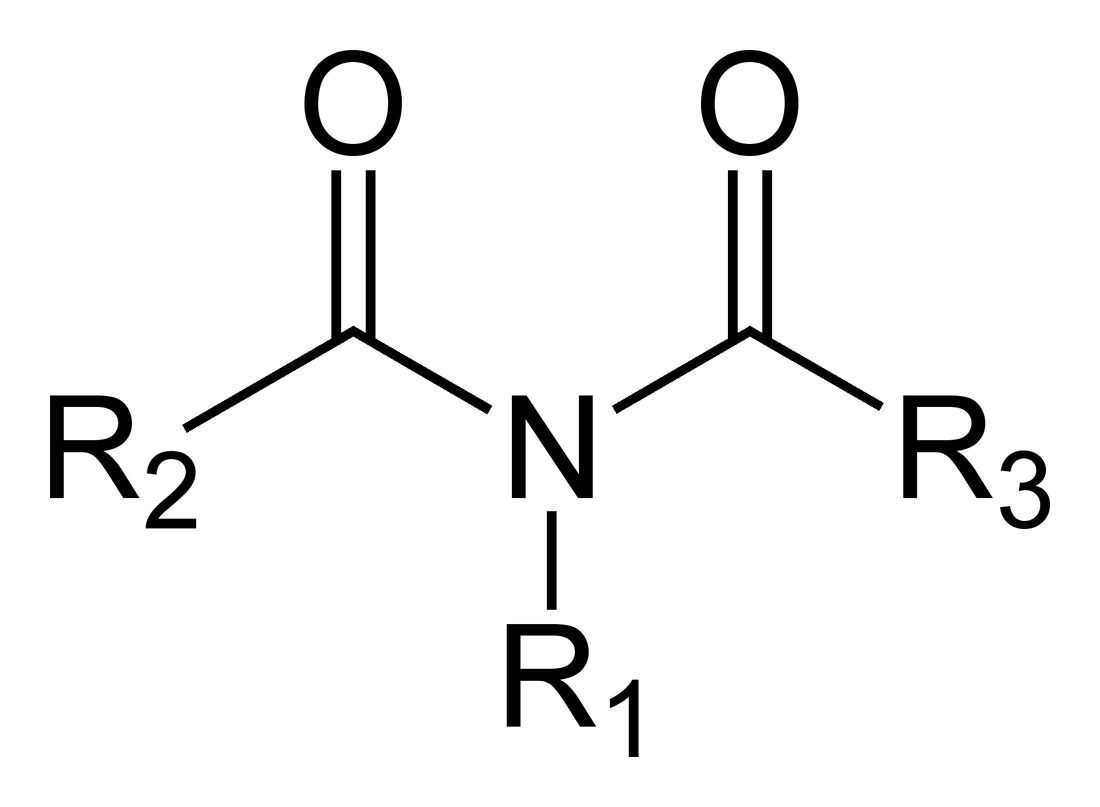
Obecný vzorec substituovaného imidu.

Imidy karboxylových kyselin jsou organické sloučeniny, které vznikají propojením dvou karboxylových skupin imidovou skupinou NH. Substituované imidy mohou mít místo vodíku skupiny NH alkyl.

## Názvosloví
- Systematický název: základ názvu kyseliny (systematický, latinský) + (di,tri,…) + (karbox)imid
- opisný název: např. „imid kyseliny octové/ethanové“

## Anorganické imidy

ftalimid, benzen-1,2-di-
karboximid

Anorganické imidy vznikají náhradou dvou atomů vodíku v molekule amoniaku atomy kovu (při náhradě jednoho atomu vznikají amidy, při nahrazení všech tří vznikají nitridy), např.:
- imid lithný
- imid sodný